# 加藤拓己
加藤 拓己（かとう たくみ、1999年7月16日 - ）は、茨城県龍ケ崎市出身のプロサッカー選手。Jリーグ・SC相模原所属。ポジションはフォワード。
山梨学院高校在学中よりU-16からU-19日本代表の経験を持つ。

## 経歴
1999年7月16日、茨城県龍ケ崎市に生まれる。小学生、中学生時代は鹿島アントラーズの下部組織に所属したが、高校進学の際にユースチームへの昇格を逃し、山梨学院高校に進学する。
高校では、2年次となる2016年の全国高等学校サッカー選手権大会の県予選では決勝戦でゴールを決めるなど優勝に貢献するも、その後左足首を骨折し選手権大会には出場できず。3年次は主将を務め選手権大会に出場した。また、U-18日本代表の一員として臨んだ2017年8月13日のSBSカップ_国際ユースサッカー、対チェコU-18代表戦では後半からの途中出場ながら、アディショナルタイムに決勝点を挙げ勝利に貢献した。
高校卒業後はスポーツ推薦で早稲田大学に進学するが、高校時に負った手首の怪我と、入学後に負った左足首の骨折の影響で同大学ア式蹴球部の入部テストを受けることができず、正式な部員となったのは2年次となる2019年5月のことだった。
2020年11月、Jリーグ、清水エスパルスは2022年より加藤が加入することを発表した。
2022年5月31日にSC相模原へ育成型期限付き移籍。
2025年シーズンは、再度SC相模原へ期限付き移籍となった。

## 所属クラブ
- 龍ケ崎ペレグリンジュニアFC
- 鹿島アントラーズつくばジュニア
- 鹿島アントラーズつくばジュニアユース
- 山梨学院高等学校
- 早稲田大学
  - 2021年  清水エスパルス（JFA・Jリーグ特別指定選手）[8]
- 2022年 -  清水エスパルス
  - 2022年5月 - 同年10月  SC相模原（育成型期限付き移籍）
  - 2025年  SC相模原（期限付き移籍）

## 個人成績
| 国内大会個人成績 | 国内大会個人成績 | 国内大会個人成績 | 国内大会個人成績 | 国内大会個人成績 | 国内大会個人成績 | 国内大会個人成績 | 国内大会個人成績 | 国内大会個人成績 | 国内大会個人成績 | 国内大会個人成績 | 国内大会個人成績 |
| 年度             | クラブ           | 背番号           | リーグ           | リーグ戦         | リーグ戦         | リーグ杯         | リーグ杯         | オープン杯       | オープン杯       | 期間通算         | 期間通算         |
| 年度             | クラブ           | 背番号           | リーグ           | 出場             | 得点             | 出場             | 得点             | 出場             | 得点             | 出場             | 得点             |
| 日本             | 日本             | 日本             | 日本             | リーグ戦         | リーグ戦         | リーグ杯         | リーグ杯         | 天皇杯           | 天皇杯           | 期間通算         | 期間通算         |
| ---------------- | ---------------- | ---------------- | ---------------- | ---------------- | ---------------- | ---------------- | ---------------- | ---------------- | ---------------- | ---------------- | ---------------- |
| 2022             | 清水             | 49               | J1               | 0                | 0                | 0                | 0                | -                | -                | 0                | 0                |
| 2022             | 相模原           | 32               | J3               | 10               | 4                | -                | -                | -                | -                | 10               | 4                |
| 2023             | 清水             | 49               | J2               | 0                | 0                | 0                | 0                | 0                | 0                | 0                | 0                |
| 2024             | 清水             | 49               | J2               | 0                | 0                | 0                | 0                | 0                | 0                | 0                | 0                |
| 2025             | 相模原           | 23               | J3               |                  |                  |                  |                  |                  |                  |                  |                  |
| 通算             | 日本             | 日本             | J1               | 0                | 0                | 0                | 0                | -                | -                | 0                | 0                |
| 通算             | 日本             | 日本             | J2               | 0                | 0                | 0                | 0                | 0                | 0                | 0                | 0                |
| 通算             | 日本             | 日本             | J3               | 10               | 4                | 0                | 0                | 0                | 0                | 10               | 4                |
| 総通算           | 総通算           | 総通算           | 総通算           | 10               | 4                | 0                | 0                | 0                | 0                | 10               | 4                |

- 2021年は特別指定選手としての公式戦出場無し

## タイトル

### 個人
- 関東大学サッカーリーグ戦・ベストイレブン（2020年）

## 代表歴
- U-16日本代表
  - U-16インターナショナルドリームカップ（2015年）
- U-17日本代表
  - チェコ遠征（2016年）
- U-18日本代表
  - SBSカップ 国際ユースサッカー（2017年）
- U-19日本代表
  - U-19インターナショナル・トーナメント（2018年）

## 参考資料
1. ↑  安藤隆人 (2017年8月24日). “Jクラブはこの男を見逃してないか？ ゴリゴリのFW、山梨学院・加藤拓己。”. NumberWeb.   文藝春秋. 2020年12月17日閲覧。
2. ↑  石川祐介 (2018年8月17日). “【選手権から大学サッカーへ】早稲田大FW加藤拓己_怪我に苦しむ“練習生”、その立場から見えた景色”. ゲキサカ.   講談社. 2020年12月17日閲覧。
3. ↑  児玉幸洋 (2019年6月7日). “早稲田大FW加藤拓己(2年) 俺は消えてない”. ゲキサカ.   講談社. 2020年12月17日閲覧。
4. ↑  『加藤 拓己選手(早稲田大学)　2022シーズンより新加入内定のお知らせ』（プレスリリース）清水エスパルス、2020年11月19日。
5. ↑  “急逝した父に誓うJ1清水入り　早稲田が誇るパワー系ストライカー加藤拓己に鄭大世から激励メッセージ - Jリーグ - Number Web - ナンバー”. number.bunshun.jp. 2021年1月17日閲覧。
6. ↑  『加藤拓己選手 清水エスパルスより育成型期限付き移籍加入のお知らせ』（プレスリリース）2022年5月31日。2022年6月1日閲覧。
7. ↑  『加藤拓己選手 清水エスパルスより期限付き移籍加入のお知らせ』（プレスリリース）2024年12月27日。2025年2月5日閲覧。
8. ↑  『加藤 拓己選手(早稲田大学) 『2021年JFA・Jリーグ特別指定選手』承認のお知らせ』（プレスリリース）清水エスパルス、2021年3月12日。2021年5月31日閲覧。